# العمر واحد (فلم)
العمر واحد فيلم مصري إنتاج عام 1954.
هذا الفيلم هو أول فيلم يخرجه إحسان فرغل كما لم يخرج بعده سوى فيلم مملكة النساء.

## قصة الفيلم
يحكي عن قصة شقيقين توأمين (إسماعيل ياسين)، أحدهما يعيش في مصر، وهو إنسان بسيط من عامة الشعب يقطن في حي شعبي، والآخر هاجر إلى البرازيل منذ أن بدأ حياته. وتأتي مفارقة الفيلم حينما يقرر الأخ الموجود بمصر أن يسافر إلى أخيه في البرازيل، ولكنه يتخلف عن اللحاق بالطائرة التي تسقط في المحيط، وتنشر أسماء الضحايا ويكون اسمه من بينهم بالرغم من بقائه على قيد الحياة وبذلك يستحق الورثة بوليصة التأمين على حياته. ويرجع الأخ الموجود بالبرازيل فجأة وتتوالى الأحداث في إطار من الكوميديا.

## وصلات خارجية
مقالات تستعمل روابط فنية بلا صلة مع ويكي بيانات